# Crystal Pepsi
A Crystal Pepsi egy a PepsiCo által gyártott üdítő, melyet először Európában értékesítettek a 90-es évek elején, majd 1992 és 1994 között az Egyesült Államokban és Kanadában lehetett kapni. Egy időre eltűnt a polcokról, majd a 2010-es években újra beindították a gyártását.

## Története
Az üdítőital ötlete már a 90-es években a Clear Craze nevű marketingfogásnak köszönhetően került kifejlesztésre az Ivori szappan remakje által, mely 99 és 400/100 %-os tisztaságú volt. A tisztaság több terméktípusra volt jellemző, és ennek köszönhetően a PepsiCo egy világos kólát fejlesztett ki, mely átlátszó, és koffeinmentes kiszerelésben került forgalomba. Az átlátszó kólát a fentiek "tisztaságának" ötlete adta.  Az üdítő marketing szlogenje a következő volt: Soha nem láttál ilyen ízt.
1992. április 13-án  a PepsiCo bevezette a Crystal Pepsit Denverben, Sacramentoban, Dallasban, és több amerikai nagyvárosban. A termék pozitív fogadtatása után az üdítőt értékesíteni kezdték szerte az országban, és nagy marketing kampányt indítottak el. A Van Halen együttes Right Now című dalának videopremierjét a Super Bowl XXVII-ben mutatták be, 1993. január 31-én a Pepsi által teletűzdelt hirdetésekkel. Az első évben a Crystal Pepsi az amerikai üdítőital eladások teljes eladását produkálta 474 millió dollár árbevétellel. Ennek pozitív hatására 1992. december 14-én megindult a Tab Clear nevű rövid életű diétás kóla gyártása.
1993 végére a Pepsi beszüntette a gyártást, a még meglévő tételeket 1994 első néhány hónapjában kiszállították a kiskereskedőknek. Néhány hónappal később egy új kólafajtát a Citrus-cola hibridet hozták forgalomba, azonban ez az ital is rövid életű volt.

## Újbóli megjelenés
2014 szeptemberében a fogyasztók követelték a termék újbóli megjelenését, és gyártását, és a Facebookon kampányoltak, melynek hatására a Pepsi újra elkezdte gyártani a terméket.
2015 márciusában elkezdődött egy online kampány a Crystal Pepsi visszaállítása végett. A fogyasztók a következő hónapokban petíciót nyújtottak be a céghez, melyhez Kevin Strahle más néven The L.A. Beast is csatlakozott. Ezáltal 37.000 aláírás gyűlt össze a change.org oldalon, de az újbóli gyártást követelők a Twitteren, YouTube-on, és az Instagram oldalakon is kampányoltak a termék bevezetése végett. A petíció benyújtása, valamint a kampányolás ahhoz vezetett, hogy a PepsiCo hivatalos választ adott ki a gyártással kapcsolatosan, így több mint 20 év után újra megindult a gyártás, és a termék ismét kapható lett.

## Pepsi Clear
2005-ben Mexikóban Pepsi Clear néven új márkát vezettek be, mely csak korlátozott ideig volt kapható. 2008 augusztus 22-én a PepsiCo levédette a Pepsi Clear és Diet Pepsi Clear neveket.